# Federico Requejo Avedillo
Federico Requejo Avedillo (Bermillo de Sayago, 19 de maig de 1854 - Alhama de Aragón, 3 de juny de 1915) va ser un polític espanyol de la restauració borbònica, impulsor de diverses obres de caràcter civil en la província de Zamora a cavall entre finals del segle xix i començaments del xx.

## Biografia

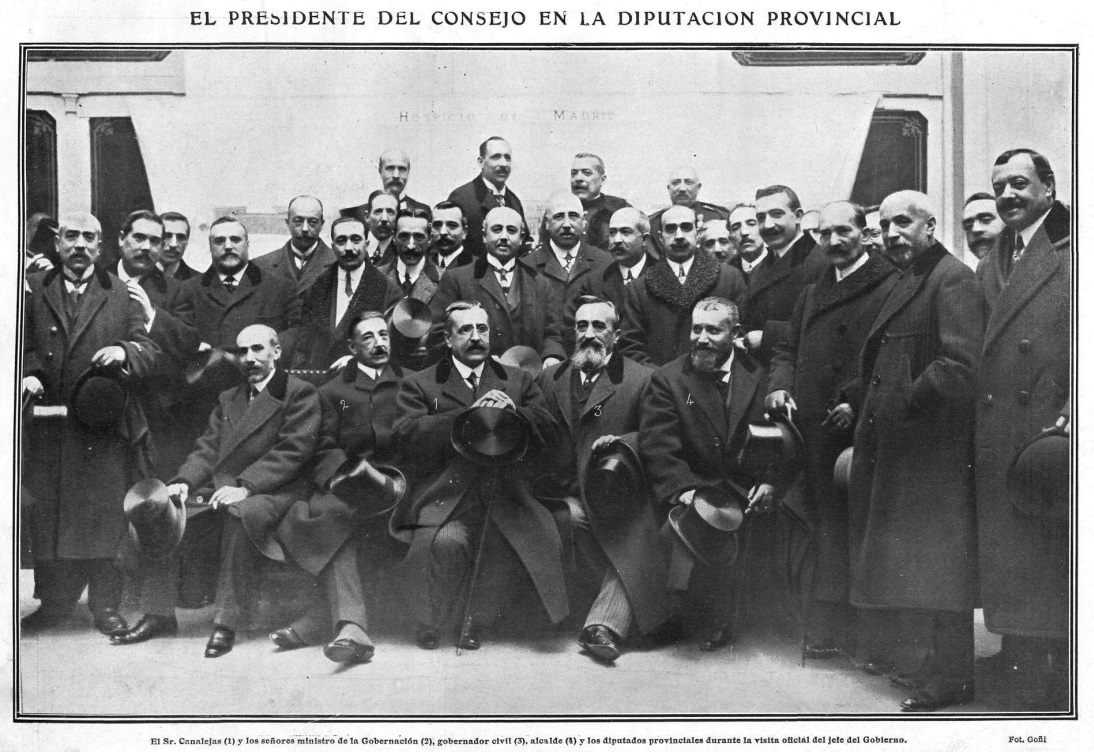
Envoltat de diputats provincials al costat de José Canalejas, José Francos Rodríguez i Fernando Merino Villarino en 1910; fotografia de Goñi.

Va estudiar en el col·legi San Nicolás de Bari de Valladolid fins als 9 anys, en què va ingressar en l'institut de segon ensenyament de la seva província natal, Zamora, en el curs 1865-66. Va acabar els seus estudis de Batxillerat al juliol de l'any 1869. Al setembre del mateix any, comença a Madrid la carrera d'Enginyeria Agrònoma. En el curs 1875-76, acabat de llicenciar i amb tot just 20 anys, comença a treballar de Professor auxiliar de la Secció de Ciències de l'Institut de Zamora. Dos anys després ascendeix a l'ús de Catedràtic interí d'Agricultura en aquest Centre i en el 82 se'l nomena Catedràtic numerari aquesta assignatura.
Al mateix temps comença la seva carrera política, com a Secretari de les Juntes d'Agricultura de Zamora i Valladolid, i sent elegit com a Diputat a Corts. Així, en 1893 es trasllada a l'Institut San Isidro de Madrid per a la mateixa Càtedra d'Agricultura. Amb posterioritat, finalitzarà la seva carrera docent en l'Institut Cardenal Cisneros de la capital.
En 1901 va manar construir a la ciutat de Zamora un edifici per a seu del ja existent Institut d'Ensenyament Secundari de Zamora, en el qual ell mateix va estudiar i va impartir docència, i li va donar el nom de Claudio Moyano, un altre zamorà il·lustre, qui fora el seu mentor en els inicis de la seva carrera política.
Entre els seus càrrecs polítics està haver estat diputat a Corts per Villalpando, Alcañices, Bermillo de Sayago, va ser governador civil de Madrid i subsecretari d'Instrucció Pública i d'Hisenda i en 1914. Va ser president del Tribunal de Comptes, senador del Regne per dret propi i conseller d'Instrucció Pública i Belles arts. La influència que posseeix en la política de l'època fa que la premsa de l'època li denomini «l'amo de Zamora».

## Homenatgepost-mortem
La ciutat de Zamora canvia de nom l'antic "Passeig de la Glorieta" en el seu honor, per a més tard denominar-lo "Passeig de Requejo". En el seu Bermillo de Sayago natal hi ha un bust de bronze just davant de l'Ajuntament.